# Windows-élményindex
A Windows-élményindex a Microsoft Windows-t futtató számítógépeken méri a hardver- és szoftverkonfigurációjában rejlő lehetőségeket, majd egy pontszámmal értékeli azokat. A magasabb pontszám általában azt jelenti, hogy a számítógép gyorsabban és jobban működik, mint az alacsonyabb pontszámú számítógépek, főleg ha összetettebb vagy nagy erőforrás-igényű műveletről van szó. 

## Az értékelés menete
Mindegyik hardverösszetevő egyedi részpontszámot kap. A számítógép pontszámát a legalacsonyabb alpontszám határozza meg. Példakép ha a hardverösszetevők legalacsonyabb alpontszáma 2, akkor a számítógép pontszáma is 2. A pontszám nem egyenlő a részpontszámok átlagával. A részpontszámok azonban tájékoztatják a felhasználót arról, hogy milyen teljesítményt nyújtanak a fontos összetevők, illetve, hogy melyik alkatrészt volna tanácsos kicserélni. A winsat paranccsal közvetlenül indítható.
A felhasználó a pontszám alapján olyan programokat és más szoftvereket tud vásárolni, amelyek megfelelnek a számítógép teljesítményének. Ha például 3,3 a számítógép pontszáma, akkor megvásárolhat minden olyan szoftvert, amelyet a Windows ezen verziójához terveztek, és 3-as vagy annál alacsonyabb pontszámú számítógép használható. A pontszám 1,0 - 5,9 közé eshet a Windows Vistában, 1,0 - 7,9 közé a Windows 7-ben és 1,0 - 9,9 közé a Windows 8-ban. A 64 bites processzorral és legfeljebb 4 GB RAM memóriával rendelkező számítógépeken a memóriára vonatkozó részpontszám legfeljebb 5,9 lehet. A szolgáltatás a Windows Vistában debütált, majd a Windows 8.1-ben távozott komolytalan eredményei miatt.